# Bourg-de-Thizy
Bourg-de-Thizy (Aussprache [ˈbuʁ də tiˈzi]) ist ein Ort und ehemalige Gemeinde mit 2362 Einwohnern (Stand: 1. Januar 2022) im französischen Département Rhône in der Region Auvergne-Rhône-Alpes. Sie gehörte zum Arrondissement Villefranche-sur-Saône. Die Bewohner werden Beurris und Beurries genannt.
Der Erlass des Präfekten vom 29. Oktober 2012 legte mit Wirkung zum 1. Januar 2013 die Eingliederung von Bourg-de-Thizy als Commune déléguée zusammen mit den früheren Gemeinden Thizy, La Chapelle-de-Mardore, Mardore und Marnand zur Commune nouvelle Thizy-les-Bourgs fest.

## Geografie

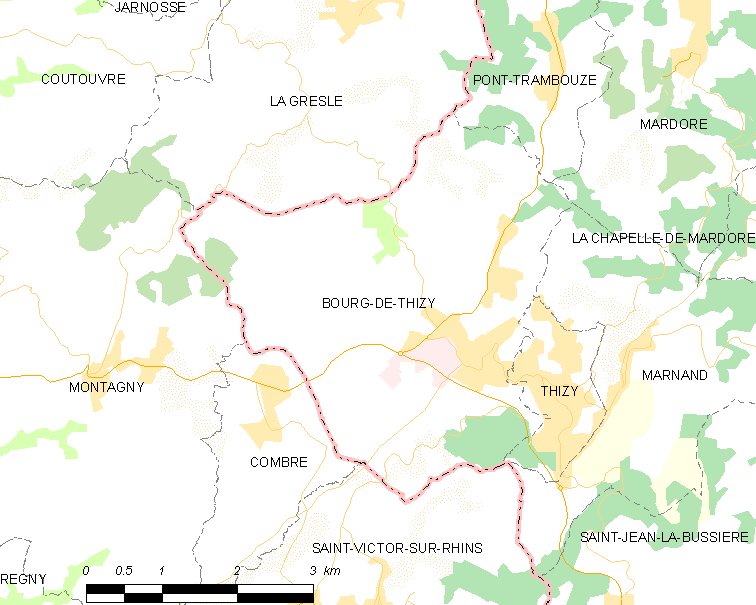
Karte von Bourg-de-Thizy

Bourg-de-Thizy liegt etwa 51 Kilometer nordwestlich von Lyon und etwa 33 Kilometer westnordwestlich von Villefranche-sur-Saône in der Région naturelle des Beaujolais an der Grenze zum benachbarten Département Loire.
Das Ortsgebiet liegt im Einzugsgebiet der Loire und wird von der Trambouze und ihren Nebenflüssen entwässert. Das Relief ist ausgesprochen hügelig mit Höhen teilweise über 500 m. Die höchste Erhebung mit 583 m wird im Norden gemessen. Das Ortszentrum liegt auf einer Höhe von etwa 430 m. Der tiefste Punkt des Orts wird mit 365 m beim Austritt der Trambouze aus dem Ortsgebiet gemessen.
Umgeben wird Bourg-de-Thizy von fünf Nachbargemeinden und von drei Communes déléguées von Thizy-les-Bourgs:
| La Gresle (Loire) | Cours                                       | Mardore (Thizy-les-Bourgs) |
| Montagny (Loire)  | Kompassrose, die auf Nachbargemeinden zeigt | Marnand (Thizy-les-Bourgs) |
| Combre (Loire)    | Saint-Victor-sur-Rhins (Loire)              | Thizy (Thizy-les-Bourgs)   |

## Geschichte
Wie sein Name schließen lässt, war Bourg-de-Thizy ursprünglich ein Vorort von Thizy. Da seine Bevölkerung im 18. Jahrhundert stark anwuchs und sich seine industrielle und wirtschaftliche Bedeutung vergrößerte, wurde Bourg-de-Thizy während der Französischen Revolution als eigenständige Gemeinde von Thizy getrennt gegründet.
Ein strukturierter und hochwertiger römischer Standort (Mauern, Kanalisation, versiegelte Keramik, Viertel-Terrakotta-Säulen) wurde am 20. Juli 2018 auf einer Baustelle entdeckt.
Eine alte, dem heiligen Petrus geweihte Prioratskirche im romanisch-byzantinischen Baustil schien aus dem 12. oder 13. Jahrhundert zu datieren. Sie wurde von Benediktiner der Abtei Cluny gegründet und war damals von der Abtei Saint-Fortunat in Charlieu abhängig. Am ausgehenden 19. Jahrhundert wurde sie abgerissen.
Im Jahre 1866 wurde ein Teil des Gebiets von Bourg-de-Thizy zugunsten der neu gegründeten Gemeinde Pont-Trambouze abgetrennt.
Bei der Kommunalwahl von 1965 wurde eine Fusion von Bourg-de-Thizy und Thizy verworfen.

## Bevölkerungsentwicklung
| Bourg-de-Thizy: Einwohnerzahlen von 1793 bis 2020                                                                          | Bourg-de-Thizy: Einwohnerzahlen von 1793 bis 2020 | Bourg-de-Thizy: Einwohnerzahlen von 1793 bis 2020 | Bourg-de-Thizy: Einwohnerzahlen von 1793 bis 2020 | Bourg-de-Thizy: Einwohnerzahlen von 1793 bis 2020 |
| --- | ------------------------------------------------- | ------------------------------------------------- | ------------------------------------------------- | ------------------------------------------------- |
| Jahr |                                                   |                                                   |                                                   | Einwohner                                         |
| 1793 | 1793                                              |                                                   | 1.509                                             | 1.509                                             |
| 1800 | 1800                                              |                                                   | 1.055                                             | 1.055                                             |
| 1806 | 1806                                              |                                                   | 1.837                                             | 1.837                                             |
| 1821 | 1821                                              |                                                   | 1.383                                             | 1.383                                             |
| 1831 | 1831                                              |                                                   | 1.740                                             | 1.740                                             |
| 1836 | 1836                                              |                                                   | 1.805                                             | 1.805                                             |
| 1841 | 1841                                              |                                                   | 1.926                                             | 1.926                                             |
| 1846 | 1846                                              |                                                   | 1.872                                             | 1.872                                             |
| 1851 | 1851                                              |                                                   | 2.122                                             | 2.122                                             |
| 1856 | 1856                                              |                                                   | 1.979                                             | 1.979                                             |
| 1861 | 1861                                              |                                                   | 2.092                                             | 2.092                                             |
| 1866 | 1866                                              |                                                   | 2.201                                             | 2.201                                             |
| 1872 | 1872                                              |                                                   | 2.256                                             | 2.256                                             |
| 1876 | 1876                                              |                                                   | 2.694                                             | 2.694                                             |
| 1881 | 1881                                              |                                                   | 3.219                                             | 3.219                                             |
| 1886 | 1886                                              |                                                   | 3.895                                             | 3.895                                             |
| 1891 | 1891                                              |                                                   | 4.026                                             | 4.026                                             |
| 1896 | 1896                                              |                                                   | 4.405                                             | 4.405                                             |
| 1901 | 1901                                              |                                                   | 4.667                                             | 4.667                                             |
| 1906 | 1906                                              |                                                   | 4.640                                             | 4.640                                             |
| 1911 | 1911                                              |                                                   | 4.594                                             | 4.594                                             |
| 1921 | 1921                                              |                                                   | 3.921                                             | 3.921                                             |
| 1926 | 1926                                              |                                                   | 4.025                                             | 4.025                                             |
| 1931 | 1931                                              |                                                   | 3.814                                             | 3.814                                             |
| 1936 | 1936                                              |                                                   | 3.529                                             | 3.529                                             |
| 1946 | 1946                                              |                                                   | 3.013                                             | 3.013                                             |
| 1954 | 1954                                              |                                                   | 3.240                                             | 3.240                                             |
| 1962 | 1962                                              |                                                   | 3.260                                             | 3.260                                             |
| 1968 | 1968                                              |                                                   | 3.273                                             | 3.273                                             |
| 1975 | 1975                                              |                                                   | 3.114                                             | 3.114                                             |
| 1982 | 1982                                              |                                                   | 3.164                                             | 3.164                                             |
| 1990 | 1990                                              |                                                   | 2.883                                             | 2.883                                             |
| 1999 | 1999                                              |                                                   | 2.670                                             | 2.670                                             |
| 2006 | 2006                                              |                                                   | 2.604                                             | 2.604                                             |
| 2013 | 2013                                              |                                                   | 2.648                                             | 2.648                                             |
| 2020 | 2020                                              |                                                   | 2.422                                             | 2.422                                             |
| Quelle(n): EHESS/Cassini bis 1999, INSEE ab 2006 Anmerkung(en): Ab 1962 offizielle Zahlen ohne Einwohner mit Zweitwohnsitz |                                                   |                                                   |                                                   |                                                   |

## Sehenswürdigkeiten
- Kirche Saint-Pierre aus dem Ende des 19. Jahrhunderts
- Kapelle im Weiler Le Ronzy, 1963 aus einem früheren Bahnhof umgewandelt

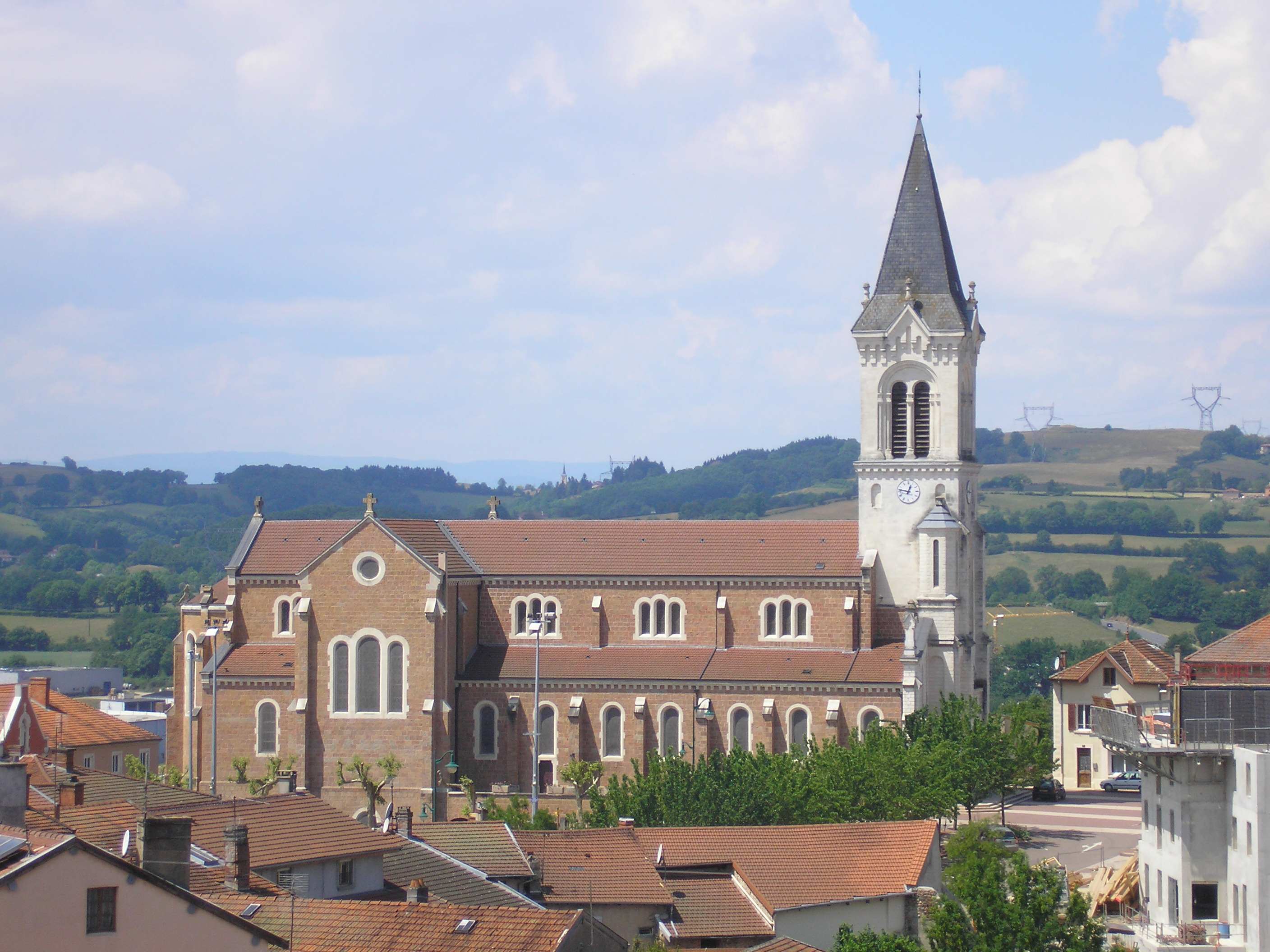
Kirche Saint-Pierre
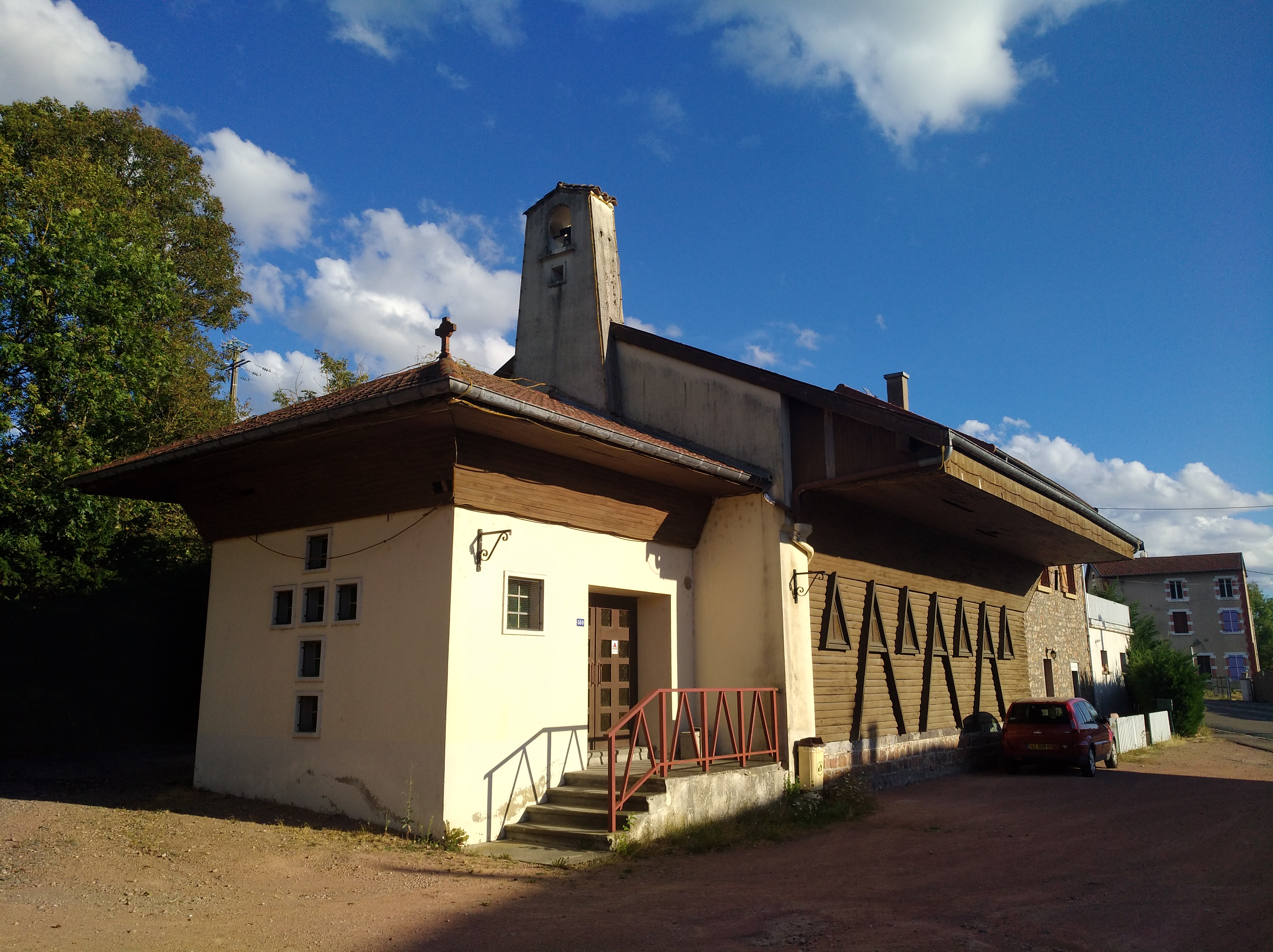
Kapelle Le Ronzy

## Persönlichkeit
Der Politiker Joseph Dépierre (1888–1961) wirkte lange Jahre in Bourg-de-Thizy.